# Уралкалий
«Уралка́лий» — российская компания, один из крупнейших в мире производителей калийных удобрений.
Полное наименование — Публичное акционерное общество «Уралкалий». С декабря 2020 года 81,47 % акций принадлежит холдингу Уралхим.
Производственные мощности компании находятся в городах Березники и Соликамск Пермского края, штаб-квартира — в Березниках.
После поглощения в 2011 году ОАО «Сильвинит» «Уралкалий» стал единоличным производителем калийных удобрений в России.

## История
- 1934 год — начало строительства.
- 1944 год — начало производства карналлита.
- 1954 год — ввод первого рудоуправления мощностью 266 000 тонн в год.
- 1964 год — образование производственного объединения «Уралкалий».
- 1968 год — начало строительства второго рудоуправления.
- 1970 год — открытие второго рудоуправления.
- 1974 год — открытие третьего рудоуправления.
- 1987 год — открытие четвёртого рудоуправления.
- 1993 год — начат процесс приватизации производственного объединения «Уралкалий» и его преобразования в ОАО «Уралкалий»[8].
- 2001 год — завершено строительство Балтийского балкерного терминала.
- 2006 год — закрытие первого рудоуправления.
- 2007 год — «Уралкалий» провел размещение глобальных депозитарных расписок на Лондонской фондовой бирже.
- 2011 год — слияние ОАО «Уралкалий» и ОАО «Сильвинит».
- 2014 год — приобретение лицензии на разработку Романовского участка ВКМС
- 2015 год — делистинг ГДР «Уралкалия» на Лондонской фондовой бирже.
- 2019 год — приостановление торгов по акциям «Уралкалия» на Московской бирже.
- 2020 год — приобретение контрольного пакета «Уралкалия» компанией Уралхим.

### IPO и дальнейшее изменение структуры собственников
Осенью 2006 года владелец компании Дмитрий Рыболовлев предпринял первую попытку проведения публичного размещения 20,84 % акций на Фондовой бирже РТС и Лондонской фондовой бирже. Однако из-за низкого спроса инвесторов IPO было отмененено в день начала торгов.
Год спустя, в октябре 2007 года, публичное размещение акций всё же было проведено. В ходе него было продано 270,85 млн акций (12,75 % от общего числа), на сумму 947,97 млн долларов США. Из них около 85 % стали обращаться на Лондонской фондовой бирже в виде GDR, а оставшиеся — в РТС. Капитализация компании по итогам размещения составила $7,4 млрд. Банки-организаторы публичного размещения: Citibank, «Ренессанс капитал» и UBS Investment Bank. По итогам размещения книга заявок была переподписана в 23 раза, а акции по итогам закрытия первого дня выросли на 25 %. Капитализация компании на Лондонской фондовой бирже на июль 2010 года составляла $8,6 млрд.
До июня 2010 года около 65,5 % акций «Уралкалия» принадлежало председателю совета директоров компании Дмитрию Рыболовлеву, но в июне 2010 года он продал контрольный пакет (53,2 %) акций «Уралкалия» компаниям Kaliha Finance Limited (Сулейман Керимов), Aerellia Investments Limited (Александр Несис) и Becounioco Holdings Limited (Филарет Гальчев). Сумма сделки оценивалась в $5,32 млрд. В апреле 2011 года Рыболовлев расстался с остатками своих акций (10 %). По состоянию на апрель 2011 года, компанией владели следующие российские предприниматели: Сулейман Керимов (25 %), Александр Несис (17,7 %), Филарет Гальчев (15 %), Александр Мамут (3,5 %), остальное — в свободном обращении.
В сентябре 2013 года китайская компания Chengdong Investment Corporation (CIC) конвертировала в акции «Уралкалия» ранее купленные облигации одной из структур Керимова и Гальчева, в результате став вторым акционером с пакетом в 12,5 %.
В декабре 2013 года Группа ОНЭКСИМ объявила о закрытии сделки по приобретению 21,75 % акций ОАО «Уралкалий», бенефициаром которых являлся Suleyman Kerimov Foundation. В то же время ОАО "ОХК «УРАЛХИМ» («УРАЛХИМ») уведомил «Уралкалий» о приобретении 587 197 433 (19,999 %) акций ОАО «Уралкалий». По состоянию на 5 октября 2016 года структура акционеров ПАО «Уралкалий» следующая: 5,61 % — акции, находящиеся в свободном обращении, 20,00 % — Rinsoco Trading Co. Limited, 19,99 % — «УРАЛХИМ», 54,40 % — квазиказначейские акции.
В декабре 2015 года компания ушла с Лондонской фондовой биржи, её глобальные депозитарные расписки (GDR) были исключены из котировального списка LSE.

### Закрытие рудника БКПРУ-1
В середине октября 2006 года после аварии началось затопление старейшего рудника предприятия — БКРУ-1, на который приходилось 27 % добычи солей (27,2 % добычи сильвинита и единственное место добычи карналлита в «Уралкалии»). Авария, как предполагали эксперты, стала следствием особенности геологического строения шахтного поля. Внутри разработок произошёл выброс солевого раствора, что привело к резкому увеличению содержания сероводорода в воздухе. Работы на руднике были остановлены на два дня, а затем возобновлены. Однако полностью преодолеть последствия аварии не удалось, и работы были остановлены снова. Шахта БКРУ-1 была построена в 1954 году и являлась старейшим добывающим предприятием компании. Содержание К2О в породе на данном руднике было минимальным по сравнению с другими рудниками, но калиеносные пласты на БКРУ-1 залегали значительно выше, чем на других участках, и потому рудник был наиболее загружен.
После непродолжительной дискуссии менеджмент компании принял решение затопить рудник. План по добыче на затапливаемом руднике на 2007 год был установлен в размере 1,2 млн т; потери предполагается восполнить за счёт более интенсивной добычи на оставшихся рудниках и за счёт ускоренного ввода в эксплуатацию нового рудника в Березниках — БКРУ-5.
28 июля 2007 года на территории БКРУ-1 в районе фабрики технической соли произошёл провал земли. Размеры образовавшейся в результате этого воронки составили 50 на 70 м, её глубина — около 15 м. Опасность для жилья и жителей города, по мнению экспертов, отсутствует.
В конце 2006 года специальная комиссия Ростехнадзора решила, что техногенная авария произошла по причинам, не зависящим от «Уралкалия». Однако в октябре 2008 года на совещании у заместителя председателя правительства РФ Игоря Сечина было принято решение о создании новой комиссии и возобновлении расследования данного дела. После обнародования такого решения, на биржевых торгах 10 ноября 2008 года капитализация «Уралкалия» упала почти в три раза до рекордно низкой оценки в $2,76 млрд. К марту 2009 года «Уралкалий» договорился с Правительством РФ о выплате компенсации на сумму 7,8 млрд руб., из которых 5 млрд должно было быть передано на строительство обходного железнодорожного пути в обход всех участков Верхнекамского калийного месторождения.

### Слияние с «Сильвинитом»
20 декабря 2010 года советы директоров «Уралкалия» и «Сильвинита» одобрили сделку по слиянию компаний. Сделка также была одобрена на внеочередных собраниях акционеров обеих компаний 4 февраля 2011 года, а также Федеральной антимонопольной службой России и регулирующими органами Польши, Китая и ряда других стран — импортёров продукции компаний.
Структура сделки
«Уралкалий», как ожидалось, должен был приобрести 20 % обыкновенных акций «Сильвинита» (15 % от капитала) у Otkritie Securities Ltd. (Лондон; входит в финансовую корпорацию «Открытие») по цене 894,5 долларов США за штуку, потратив на указанную сделку 1,4 млрд долларов. Последняя 17 декабря 2010 года приобрела акции у кипрской Madura Holding Ltd., при этом не раскрывая, в чьих интересах совершалась покупка пакета акций. После присоединения к «Уралкалию» «Сильвинит» как юридическое лицо должен быть ликвидирован, а акционеры «Сильвинита» — получить по 133,4 обыкновенных акции «Уралкалия» за каждую обыкновенную акцию «Сильвинита» и по 51,8 обыкновенных акции за каждую привилегированную. Акционеры «Сильвинита», выступающие против сделки, смогли предъявить свои акции к выкупу — по 27 133 руб. за обыкновенную и 10 538 руб. за привилегированную. Акционеры «Уралкалия», не согласные со сделкой, смогли продать акции «Уралкалию» по 203,37 руб. за штуку. В прямом владении компаний бизнесмена Сулеймана Керимова оказалось 16,1 % объединённой компании.
В результате слияния двух компаний был создан ведущий производитель калия в мире.

### Сотрудничество с Республикой Беларусь
В 2005 году «Уралкалий» на паритетной основе с «Беларуськалием» (Белоруссия входит в число мировых лидеров по производству калийных удобрений) создал «Белорусскую калийную компанию» (БКК), которой было дано монопольное право на торговлю белорусским калием. В итоге БКК к 2012 году заняла 42 % мирового экспортного рынка калийных удобрений (через БКК продавался также и российский калий).
Однако в 2012 году у партнёров возник конфликт, в декабре этого года президент Белоруссии Александр Лукашенко издал указ об отмене монопольного права экспорта продукции «Беларуськалия», так как к тому моменту российская сторона продавала часть продукции самостоятельно, а не через совместную компанию. Летом 2013 года «Уралкалий» объявил о прекращении продаж через БКК и ориентации не на максимальную цену, а на рост объёма продаж, что вызвало резкое падение капитализации мировых калийных компаний, включая и сам «Уралкалий». 26 августа 2013 года генеральный директор «Уралкалия» Владислав Баумгертнер, прибывший в Минск по приглашению премьер-министра Михаила Мясниковича, при отлёте был арестован по подозрению в злоупотреблении властью и должностными полномочиями. Помимо этого, белорусские власти объявили в международный розыск ещё четверых топ-менеджеров «Уралкалия». Чуть позже, 1 сентября, белорусские власти объявили в розыск и основного акционера «Уралкалия», российского миллиардера Сулеймана Керимова.
В дальнейшем против Баумгертнера было возбуждено уголовное дело уже в России, через некоторое время после чего он был экстрадирован на Родину и помещен под домашний арест, отпущен под залог в сентябре 2014 года. В итоге в декабре 2013 года сменились основные собственники компании: Сулейман Керимов продал свой пакет (21,75 %) группе ОНЭКСИМ Михаила Прохорова, компания Уралхим Дмитрия Мазепина скупила доли мелких акционеров — партнёров Керимова Анатолия Скурова и Филарета Гальчева, собрав таким образом 19,99 % акций «Уралкалия». Выкупило 5,82 % акций крупное дочернее предприятие компании ЛУКОЙЛ — ОАО «Лукойл — Незис». Сумма сделки не раскрывалась, но оценивалась экспертами соответственно в 137,5 млрд руб. (ОНЭКСИМ), 125,8 млрд руб («Уралхим») и 36,8 млрд.руб. («Лукойл — Незис»).
Дело о банкротстве ЗАО «Белорусская калийная компания», совместной сбытовой структуры с «Беларуськалием», возбуждено в 2018 году. «Уралкалий» рассчитывал «сохранить компанию и решать все связанные с ней проблемы, пока она находится в рабочем состоянии, пусть даже не активном на данный момент».

### Авария на руднике «Соликамск-2»
18 ноября 2014 года на принадлежащем «Уралкалию» и находящемся близ Соликамска подземном руднике «Соликамск-2» был отмечен резкий приток грунтовых вод, грозящий затоплением. Сотрудники шахты были эвакуированы, механизмы обесточены. На следующий день близ Соликамска, в 3,5 км от ближайших жилых домов был обнаружен новый провал земной поверхности размером 20×30 м. Сотрудники компании пояснили, что в этом месте расположен старый неэксплуатируемый рудник.
Рудник «Соликамск-2» обеспечивает 18 % добычи калийных солей компании; в связи с этой аварией 19 ноября на торгах Московской биржи котировки акций «Уралкалия» рухнули на 20 %.
Район опасной зоны являлся объектом мониторинга с января 1995 года. В настоящее время в районе опасной зоны расширен комплекс мониторинга — дополнен рядом оперативных методов, усилен режим наблюдений за развитием ситуации. Выполняется ежесуточный замер уровней рассолов в руднике и контролируется водоприток в рудник; отбираются пробы рассолов в руднике; ведётся газовый мониторинг в районе воронки и в руднике; ведётся непрерывное видеонаблюдение за воронкой и опасной зоной с видеокамеры, установленной на мачте; ведётся периодическое дистанционное визуальное наблюдение за районом воронки с беспилотного летательного аппарата; ежеквартально выполняется аэрофотосъёмка для построения трёхмерной модели воронки; ежемесячно проводятся наблюдения за оседаниями земной поверхности; развёрнут и выполняется сейсмологический контроль района образования воронки. «Уралкалий» выполняет работы по минимизации последствий аварии, в ходе которых проводятся инъекции тампонажного материала через скважины по контуру провала и подача глинистого материала в воронку.
Средний расчётный приток в рудник в мае 2017 года не превышает 100 м³/ч. Размеры воронки на уровне земной поверхности оцениваются[кем?] в 152,2×179,8 м, глубина воронки около 42 м.

### Авария на руднике «Соликамск-3»
Возгорание на строящемся четвёртом стволе рудника «Соликамск-3» произошло утром 22 декабря 2018 года. Рабочие подрядной организации выполняли бетонирование участка этого ствола. В момент инцидента под землёй находились 18 человек, из них девять были выведены на поверхность. Ещё девять рабочих оказались заблокированными в шахте на глубине 364 м. Спасатели с шестой попытки смогли пробраться в строящийся ствол шахты, однако добраться до строителей, заблокированных в задымлённом шахтном стволе, им не удавалось. Спуск на необходимую глубину осложнялся ввиду изменения конструкций ствола, продолжающегося горения и сильной задымлённости. Только рано утром 23 декабря спасателям удалось обнаружить тела восьми рабочих в шахтном стволе. Тело девятого строителя обнаружили днём в тот же день. Все очаги возгорания были ликвидированы к вечеру, затем тела всех погибших был доставлены спасательными бригадами на поверхность.
ЧП, по мнению «Уралкалия», вероятнее всего, связано с проведением строительных работ. Работа рудника была приостановлена на два дня — с 22 по 24 декабря. Следственный комитет по Пермскому краю возбудил уголовное дело по факту ЧП по статье «Нарушение правил безопасности горных работ, повлекших смерть двух и более лиц» (ч.3 ст.216 УК РФ). Дело передано на расследование в центральный аппарат. В рамках расследования в качестве подозреваемых задержаны четыре сотрудника строительно-монтажного управления № 680 ФГУП «УС-30». Компания-подрядчик, власти региона и ПАО «Уралкалий» заявили о готовности осуществить компенсационные выплаты семьям погибших строителей. 24 декабря 2018 года было объявлено в Пермском крае днём траура.

### Во время российской войны против Украины
По данным Росстата, за семь месяцев 2022 года, во время вторжения России на Украину и международных санкций против России, объём экспорта «Уралкалия» упал на 25-30 %. В январе 2023 года предприятие было внесено в санкционный список Украины.

## Собственники и руководство
К 2000 году полный контроль над «Уралкалием» получил Дмитрий Рыболовлев, консолидировав более 50 % акций. К октябрю 2006 года он стал председателем совета директоров и до июня 2010 года ему принадлежало около 65,5 % акций компании. В начале 2011 года Рыболовлев расстался со своими акциями.
По состоянию на апрель 2011 года компанией владели следующие российские предприниматели: Сулейман Керимов (25 %), Александр Несис (17,7 %), Филарет Гальчев (15 %), Александр Мамут (3,5 %), остальное — в свободном обращении.
На конец декабря 2013 года 21,75 % компании принадлежало Группе ОНЭКСИМ Михаила Прохорова, 19,99 % — компании «Уралхим» Дмитрия Мазепина, китайской Chengdong Investment Corporation (CIC) — 12,5 %, остальное было в свободном обращении. 23 декабря 2013 года генеральным директором предприятия был назначен Дмитрий Осипов, бывший заместитель председателя совета директоров ОХК «Уралхим».
По состоянию на 7 марта 2018 года структура акционеров ПАО «Уралкалий» следующая: 5,23 % — акции, находящиеся в свободном обращении, 20 % — Rinsoco Trading Co. Limited (компания зарегистрирована на Кипре, контролируется Дмитрием Лобяком), 20,1 % — «Уралхим» (контролируется Дмитрием Мазепиным), 54,77 % — квазиказначейские акции (находятся на балансе дочернего предприятия «Уралкалий — технология»).
3 декабря 2020 года стало известно, что «Уралхим» закрыл сделку по увеличению своей доли в «Уралкалии» до 81,47 %, при этом доля Rinsoco Trading Co. Limited снизилась с 53,62 % до 18,53 %.
4 декабря 2020 года новым генеральным директором ПАО «Уралкалий» назначен Виталий Лаук. С сентября 2017 года по декабрь 2020 года Виталий Лаук являлся техническим директором компании.
В марте 2022 года в связи с внесением Дмитрия Мазепина санкционный список ЕС пост независимого директора (занимаемый с 2011 года) покинул Пол Остлинг.
Компания на 100 % подконтрольна компании Уралхим.

## Деятельность
«Уралкалий» разрабатывает одно из крупнейших в мире — Верхнекамское месторождение калийно-магниевых солей. Значительную часть природных калийных солей перерабатывают в технический продукт — хлористый калий, который используется как удобрение, вносимое либо напрямую в почву, либо в составе сложных, комплексных удобрений. Помимо этого хлористый калий используется и в других отраслях промышленности: химической, нефтехимической, пищевой, фармацевтической.
С 2021 года является спонсором команды Формулы 1 Haas.

### Показатели деятельности
«Уралкалий» выпускает существенную долю мирового объёма калийных удобрений, около 80 % всей продукции идет на экспорт. Главными покупателями являются Бразилия, Индия, Китай, страны Юго-Восточной Азии, Россия, США и страны Европы.
В декабре 2021 года «Уралкалий» стал акционером бразильского дистрибутора удобрений FertGrow S.A., приобретя 100 % акций его акционера, холдинга UPI Norte.
В 2020 году выпуск товарного хлористого калия составил 11,3 млн тонн. Численность персонала в основном производственном подразделении на конец 2020 года составила около 12 700 человек. В 2021 году компания занимала более 80% рынка калийных удобрений России, увеличив производство на 8,8% до 12,3 млн тонн хлоркалия. Но продажи сократились на 5,5% до 12 млн тонн (сокращение экспорта — на 9,9% до 9,1 млн тонн).
Чистая выручка «Уралкалия» в 2020 году составила 2,15 млрд $, EBITDA в 2020 году составила 1,22 млрд $.
За первое полугодие 2021 года чистая прибыль «Уралкалия» составила 36,06 млрд руб. по РБСУ против 5,6 млрд руб. убытка годом ранее.